# Mette Vedsø
Mette Vedsø (født 20. maj 1968 i Vejle) er en dansk forfatter. Hun er student fra Rødkilde Gymnasium og uddannet cand.scient. i kemi og bioteknologi fra Aarhus Universitet og University of Strathclyde, Glasgow, i 1993, samt fra Forfatterskolen for Børnelitteratur i 2010.